# Krystec

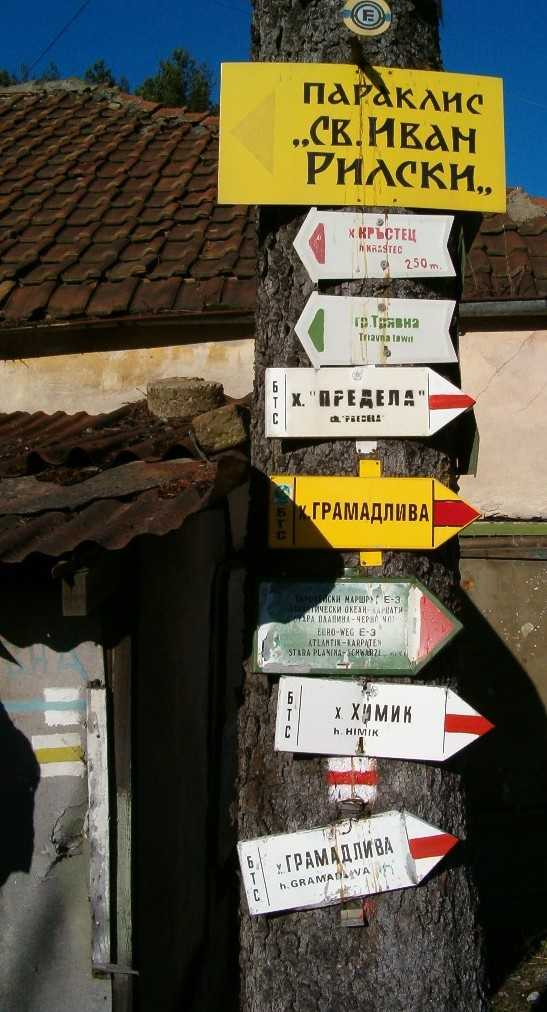
Szlaki turystyczne przez Krystec

Krystec (bułg. Кръстец) – wieś w środkowej Bułgarii, w obwodzie Gabrowo, gminie Trjawna. Według danych Narodowego Instytutu Statystycznego, 31 grudnia 2011 roku wieś liczyła 4 mieszkańców.

## Geografia
Krystec znajduje się w górzystym rejonie w centralnej Bułgarii. Dworzec Krystec jest punktem wypadowym na zachód i wschód staropłanińskim grzbietem po szlaku Kom – Emine, jak i na bliskie obszary Trewnenskiego Bałkanu. Niektórzy błędnie uważają dworzec w Krystcu za najwyżej położony w Bułgarii na normalnej linii kolejowej. W rzeczywistości najwyżej dla normalnych linii leży dworzec Gjueszewo (na granicy z Republiką Macedońską). Znajduje się na Przełęczy Dybowskiej (Jajkalijskiej). Stąd ku północnej Bułgarii wiedzie tylko jedna stara droga gruntowa – przez przełęcz Pjasyka, szczyty Straża, Kwaczka i przez Ełową mogiłę ku WIelkiemu Tyrnowowi.
Jest to dawne osiedle górnicze, które było założone w celu eksploatacji złóż czarnego węgla, położonych na południe od wododziałowego grzbietu Trewnenskiego Bałkanu i stanowiło część Bałkańskiego Basenu Węglowego. W eksploatacji były kopalnie „Izwora”, „Malini” i „Lew”, które dziś nie funkcjonują. Obecnie Krystec należy do najmniejszych wsi w Bułgarii pod względem liczby mieszkańców. Kilkadziesiąt osób jest zatrudnione prawie wyłącznie przy obsłudze infrastruktury kolejowej.

## Historia
W 1876 z północnej części Przełęczy Dybowskiej wyruszył na zachód oddział (czeta) z Trjawny, żeby zapisać nowe strony w historii walk narodu o wolność. Najpierw do Krystca dotarła jedna sotnia konnych kozaków. Po miesiącu przy kozakach powstał Szósty Oddiał Powstańczy. Komendantem garnizonu, ochraniającym przełęcz, był sztabskapitan Szostak. Część konnych kozaków wyruszyła z Krystca na szczyt Bedek i atakowała od tyłu rozlokowanych na tym szczycie 2000 żołnierzy tureckich. Ten oddział wykopał w Krystcu w 3 miejscach długie okopy, które do dziś są zachowane i widoczne. Na zachód od Krystca, na Przełęczy Mychczenskiej dla ochrony Drogi Werejskiej, zostały przez 41. Pułk Seleginski wybudowane okopy. 1 XI 1877 Szósty Oddział Powstańczy opuścił Krystec. Na jego miejsce przybył Dziewiąty Oddział Powstańczy z 2000 Bułgarów-uchodźców, którzy maszerowali przed kolumną i odgarniali głębokie dwumetrowe śniegi. Przewodnikami byli Rujo Donin z Mygliża i Petko Otwydenec.

## Atrakcje przyrodnicze i kulturowe
Krystec jest najwyżej położonym dworcem linii kolejowej nr 4: Ruse – Podkowa (Rumunia – Grecja). Niedaleko od dworca jest też jeden z odcinków bułgarskiej sieci kolejowej o największym nachyleniu. Wielu uważa widoki z pociągów, przejeżdżających przez okolicę, za jedne z najbardziej malowniczych i urzekających w kraju. Oprócz tego w pobliżu dworca znajduje się schronisko Krystec, które jest częścią europejskiego szlaku pieszego E3, który w Bułgarii wiedzie przez Starą Płaninę od Komu do Emine (Kom – Emine). Sąsiednie punkty to schronisko Buzłudża na zachodzie i Gramadliwa na wschodzie.